# Sanbō-in

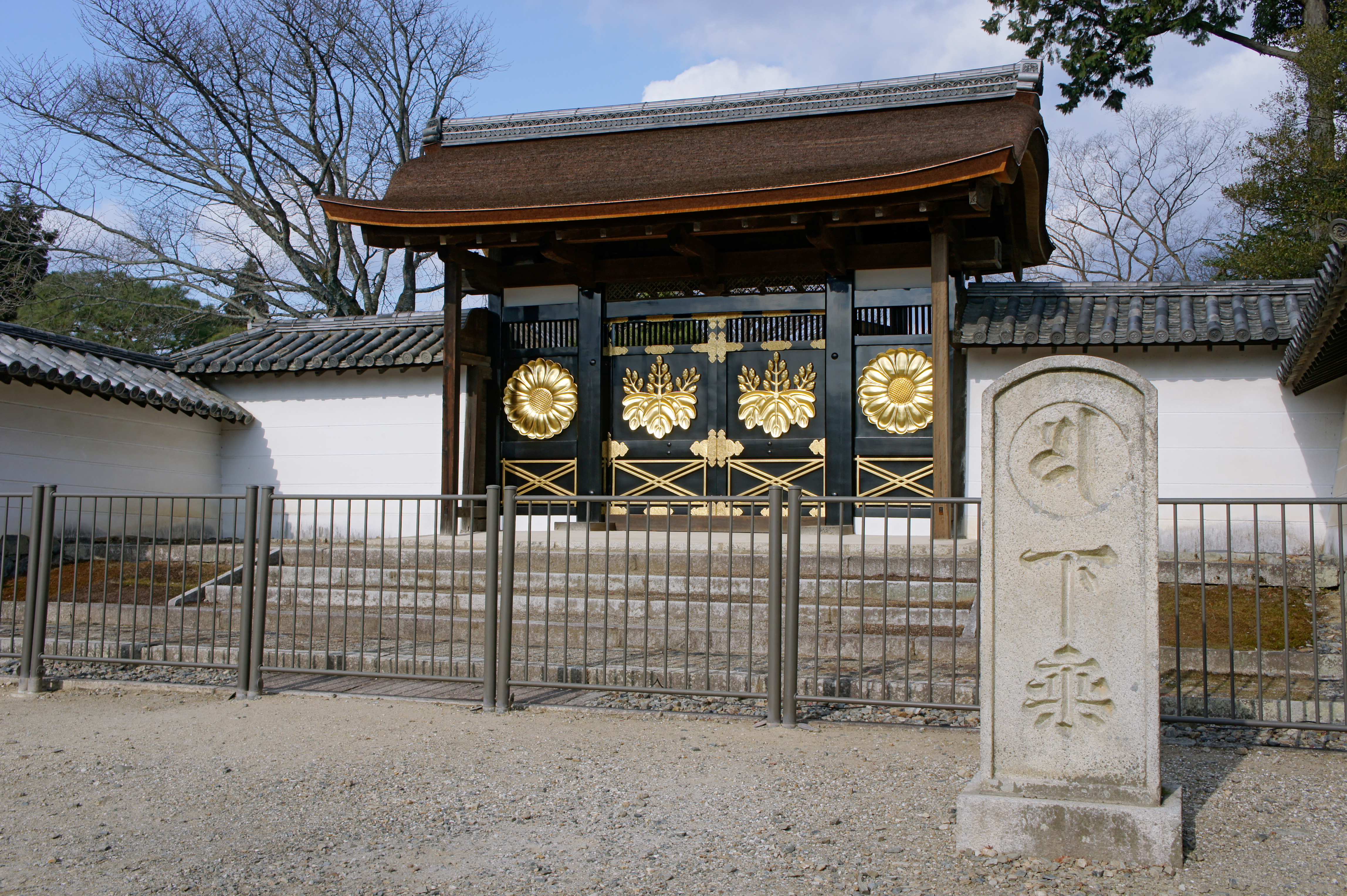
Karamon (trésor national du Japon).

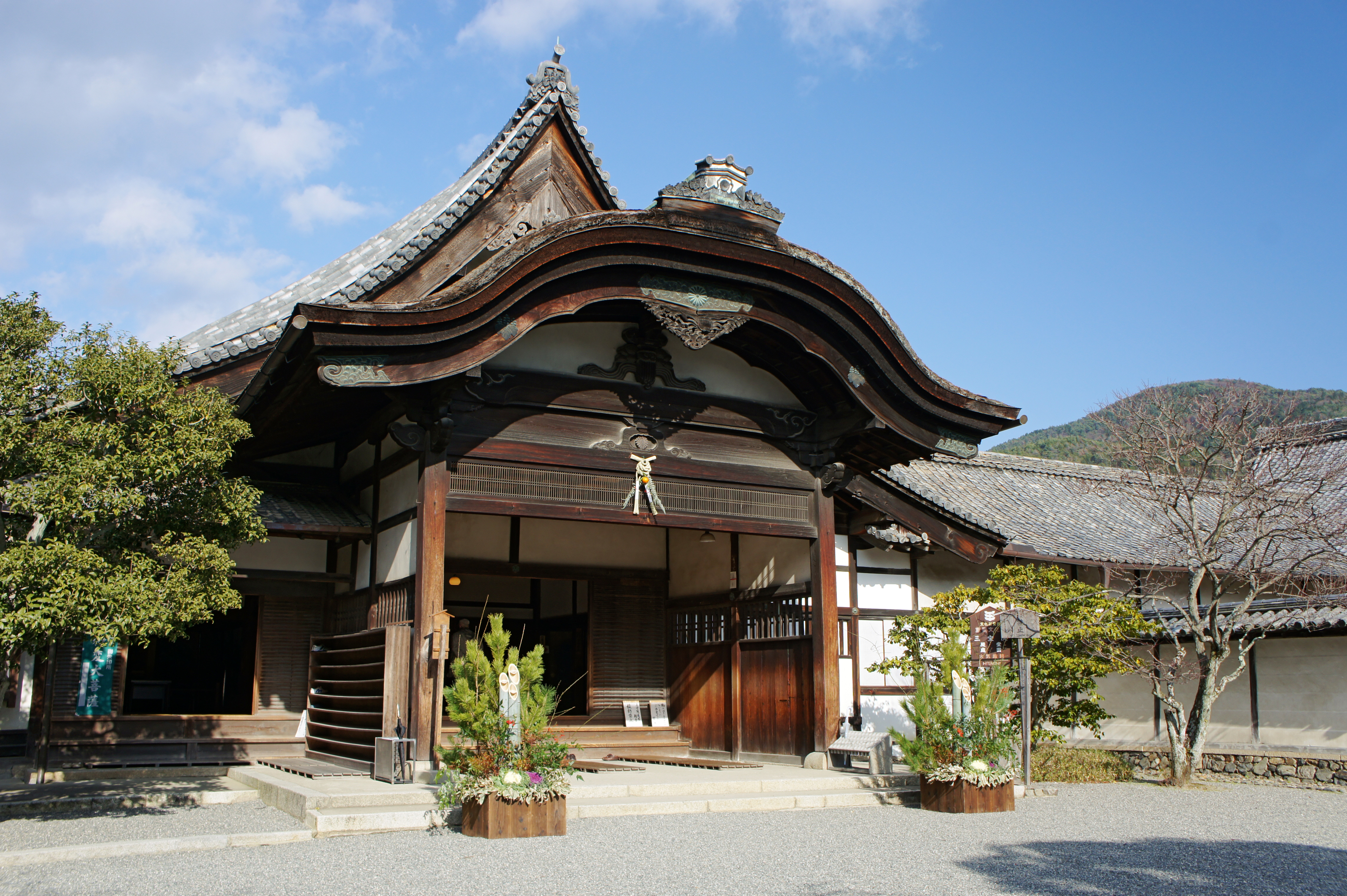
Daigenkan (grande entrée).

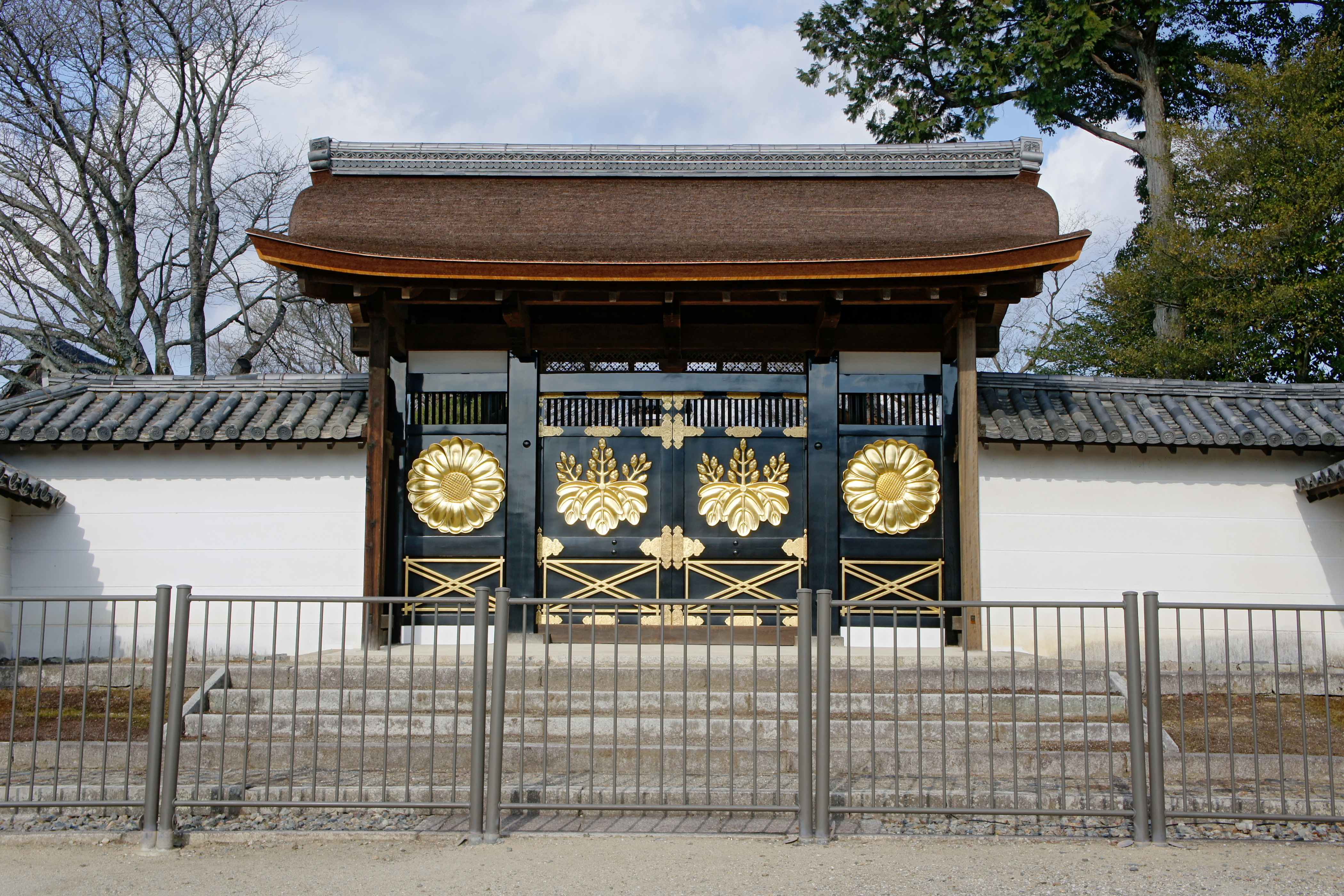

Le Sanbō-in (三宝院, Sanbō-in) est un temple bouddhiste situé au sud de Kyoto, connu aujourd'hui essentiellement pour la beauté de son jardin.

## Histoire
Sanbō-in est établi à l'époque Azuchi Momoyama (1582-1615) comme sous-temple de Daigo-ji, temple de l'époque de Heian fondé en 902. Le complexe du temple était tombé en ruines au cours de la période Sengoku.
La majorité des bâtiments actuels et le jardin de Sanbō-in datent de la fin du XVIe siècle. Le jardin est conçu comme un jardin promenade avec un grand étang et plusieurs chemins et ponts. Il contiendrait plus de 700 pierres, et l'une d'elles, appelée la « pierre Fujito », aurait coûté plus de 5 000 boisseaux de riz. Sanbō-in est également une illustration remarquable d'un jardin paysager conçu pour être contemplé à partir d'un point de vue spécifique à l'intérieur d'un bâtiment. Tel qu'il a été agencé à l'époque Momoyama, le jardin constitue une des plus belles démonstrations de la « grue fortuite », de la « tortue » et de l'« île de l'éternelle jeunesse ». Ces termes poétiques identifient la façon spécifique selon laquelle les pierres et les étangs sont disposés dans une relation ésotérique prescrite. 
En 1598, Toyotomi Hideyoshi redessine un jardin déjà existant afin d'en faire le lieu d'une extravagante fête de contemplation de la floraison des cerisiers.